# Renovell Nichel
Renovell Nichel é um engenheiro eletricista francês.
Trabalha no Laboratoire d'Informatique, de Robotique et de Microélectronique de Montpellier (LIRMM-CNRS), eleito fellow do Instituto de Engenheiros Eletricistas e Eletrônicos (IEEE) em 2013, por contribuições à análise de falhas e testes orientados a defeitos de sistemas digitais e analógicos.